# Marion Eckertz-Höfer
Marion Eckertz-Höfer (* 23. November 1948 in Oldenburg in Oldenburg) ist eine deutsche Juristin und ehemalige Präsidentin des Bundesverwaltungsgerichts.

Aris Kalaizis: „Bildnis der Richterin Marion Eckertz-Höfer“, Öl auf Leinwand, 2019, Besitz des Bundesverwaltungsgerichtes, Leipzig

## Biografie
Marion Eckertz-Höfer ist die Tochter des Kunsterziehers Rolf Erasmus Höfer (1910–1992), der als Maler und Grafiker aktiv war. Die Wurzeln ihrer Familie liegen in Sachsen. Einer der berühmten Künstlerbrüder Dinglinger des Dresdner Barockzeitalters ist ein Vorfahre. Eckertz-Höfer wuchs in Oldenburg und Duisburg auf.
Nach einem Studium der Rechtswissenschaft und Volkswirtschaft in Saarbrücken und Tübingen war Eckertz-Höfer seit 1977 sechs Jahre im höheren Justizdienst in Baden-Württemberg tätig, zunächst als Strafrichterin beim Amtsgericht Heidelberg, dann als Staatsanwältin in Mannheim und schließlich Zivilrichterin beim Landgericht Heidelberg.
Im Herbst 1983 wurde sie bis Februar 1988 als wissenschaftliche Mitarbeiterin zum Bundesverfassungsgericht in Karlsruhe im Dezernat des Bundesverfassungsrichters Helmut Simon abgeordnet.
Im Juli 1988 wechselte sie während der ersten Amtszeit von Ministerpräsident Björn Engholm als Ministerialdirigentin in das neu gebildete und von Gisela Böhrk geführte Frauenministerium des Landes Schleswig-Holstein. Ihre Nachfolgerin als wissenschaftliche Assistentin am BVerfG wurde Brigitte Zypries. Nach der deutschen Wiedervereinigung arbeitete sie von 1991 bis 1993 als Persönliche Beauftragte des damaligen schleswig-holsteinischen Innenministers Hans Peter Bull in der Verfassungskommission des Bundesrates an der Reform des Grundgesetzes mit.
Im Oktober 1993 wurde sie (zunächst unter Everhardt Franßen, ab Oktober 2002 unter Eckart Hien) Richterin beim Bundesverwaltungsgericht in Berlin, nach dessen Umzug 2002 nach Leipzig zog sie auch privat dorthin. Von 1995 bis 2002 hatte sie am BVerwG auch die Funktion der ersten Gleichstellungsbeauftragten inne. Nachdem sie seit September 2001 als Vorsitzende Richterin, zuletzt seit Oktober 2002 viereinhalb Jahre bereits als Vizepräsidentin amtierte, wurde sie zum 1. Juni 2007 als Nachfolgerin von  Eckart Hien, der in den Ruhestand ging, zur neuen Präsidentin des Gerichts gewählt. Eckertz-Höfer war damit die erste Frau in diesem Amt. Sie blieb daneben Vorsitzende des für Ausländer- und Asylrecht zuständigen 1. Senats. Ihr Nachfolger als Vizepräsident war Michael Hund. Am 31. Januar 2014 ging sie in den Ruhestand. Das Bundesverwaltungsgericht Leipzig besitzt wie jeder Oberste Gerichtshof des Bundes eine Ahnengalerie, die Bildnisse aller bisherigen Präsidenten und Präsidentinnen des Gerichts umfasst. Es war ihr Wunsch, dass ihr Bildnis vom Leipziger Maler Aris Kalaizis umgesetzt werden soll, der das Gemälde 2019 malte.
Eckertz-Höfer ist eine der Initiatoren des Vereins Kunst und Justiz im Bundesverwaltungsgericht. Ende 2016 wurde sie in die Beratende Kommission im Zusammenhang mit der Rückgabe NS-verfolgungsbedingt entzogenen Kulturguts, insbesondere aus jüdischem Besitz („Limbach-Kommission“) berufen.

## Veröffentlichungen (Auswahl)
- Beiträge im Alternativkommentar zum Grundgesetz, 3. Aufl. 2001 (zu Art. 3 Abs. 2, 3, Art. 117)
- Herausgeberin der Schriften zur Gleichstellung der Frau (zusammen mit Jutta Limbach und Heide Pfarr).
- „Vom guten Richter“: Ethos, Unabhängigkeit, Professionalität. (Vortrag anlässlich der Eröffnung des Sommersemesters 2009), Deutsche Hochschule für Verwaltungswissenschaften, Speyer 2009.